# Большое Ивановское (городской округ Мытищи)
Большое Ивановское — деревня в городском округе Мытищи Московской области России. Население — 29 чел. (2010).

## География
Расположена на севере Московской области, в северной части Мытищинского района, примерно в 27 км к северо-западу от центра города Мытищи и 25 км от Московской кольцевой автодороги, на берегу Икшинского водохранилища системы канала имени Москвы.
В деревне 10 улиц — Береговая, Городская, Ивановская, Икшинская, Приморская, Приозёрная, Проезжая, Разгуляй, Раздольная и Солнечная. Ближайшие населённые пункты — деревни Муракино, Протасово, Хлябово и посёлок Лётчик-Испытатель. Связана автобусным сообщением с посёлком городского типа Икша Дмитровского района.

## Население
| 1852 | 1859 | 1890 | 1899 | 1926 | 2002 | 2010 |
| ---- | ---- | ---- | ---- | ---- | ---- | ---- |
| 203  | ↗223 | ↗277 | ↗295 | ↗325 | ↘33  | ↘29  |

## История
Ивановская, деревня 2-го стана, Государственн. Имущ., 95 душ м. п., 108 ж., 30 дворов, 35 верст от Бутырской заставы, по Дмитровскому тракту, вправо 1 верста.— Нистрем К. Указатель селений и жителей уездов Московской губернии, 1852
В «Списке населённых мест» 1862 года — казённая деревня Московского уезда по правую сторону Дмитровского тракта (из Москвы в Калязин), в 39 верстах от губернского города и 24 верстах от становой квартиры, при речке Черноземихе, с 33 дворами и 223 жителями (102 мужчины, 121 женщина).
По данным на 1899 год — деревня Марфинской волости Московского уезда с 295 жителями, работало земское училище.
В 1913 году — 56 дворов.
По материалам Всесоюзной переписи населения 1926 года — центр Больше-Ивановского сельсовета Трудовой волости Московского уезда в 2 км от Дмитровского шоссе и 6,5 км от станции Икша Савёловской железной дороги, проживало 325 жителей (143 мужчины, 182 женщины), насчитывалось 66 хозяйств, из которых 63 крестьянских, имелась школа 1-й ступени.
С 1929 года — населённый пункт в составе Коммунистического района Московского округа Московской области. Постановлением ЦИК и СНК от 23 июля 1930 года округа как административно-территориальные единицы были ликвидированы.
1929—1935 гг. — центр Больше-Ивановского сельсовета Коммунистического района.
1935—1939 гг. — центр Больше-Ивановского сельсовета Дмитровского района.
1939—1960 гг. — деревня Протасовского сельсовета Дмитровского района.
1960—1963, 1965—1994 гг. — деревня Протасовского сельсовета Мытищинского района.
1963—1965 гг. — деревня Протасовского сельсовета Мытищинского укрупнённого сельского района.
1994—2006 гг. — деревня Протасовского сельского округа Мытищинского района.
2006—2015 гг. — деревня сельского поселения Федоскинское Мытищинского района.